# Fondation Ilija Kolarac
La Fondation Ilija Kolarac (en serbe cyrillique : Задужбина Илије М. Коларца ; en serbe latin : Zadužbina Ilije M. Kolarca), également connue sous le nom d'Université Kolarac, est située à Belgrade, la capitale de la Serbie, dans la municipalité urbaine de Stari grad. Conçue grâce au riche marchand Ilija Milosavljević Kolarac (1800-1878), construite entre 1929 et 1932, elle est inscrite sur la liste des biens culturels de la Ville de Belgrade.
La fondation possède une salle de concert qui, grâce à son acoustique, est utilisée pour la musique classique.

## Présentation
Le bâtiment de la Fondation Ilija Kolarac, situé 5 Studentski trg, a été construit à partir de 1929 dans le jardin d'une maison d'un étage appartenant à la fondation Ilija Milosavljevic Kolarac. La salle principale et plusieurs salles de conférences plus petites ont été construites en 1930. En 1931, le bâtiment étant déjà devenu un centre culturel important de Belgrade, la construction d'une nouvelle aile fut décidée, donnant sur la rue ; les plans de l'édifice furent confiés à l'architecte Petar Bajalović et le bâtiment fut terminé en 1932.
La valeur du bâtiment tient davantage dans le rôle unique qu'il a joué dans la culture belgradoise que par son architecture typique des années 1930.